# Argocoffeopsis lemblinii
Argocoffeopsis lemblinii є вимерлим родичем кавової рослини з родини Rubiaceae. Він відомий лише з голотипу, зібраного французьким ботаніком Огюстом Жаном Батистом Шевальє в січні 1907 року в долині річки Агнебі в Кот-д'Івуарі, і не був знайдений під час наступних досліджень. Argocoffeopsis lemblinii був розгалуженим кущем, який досягав у висоту близько 50 сантиметрів. Квітки білі, дрібні плоди кулясті. Росла в лісовому середовищі.